# Città del Dakota del Nord
Lista delle città del Dakota del Nord, Stati Uniti d'America, comprendente tutti i comuni aventi lo status di city dello Stato e i census-designated place (CDP).
I dati sono dell'USCB riferiti al censimento del 2010.
| #   | Località           | Status | Censimento 2010 |
| --- | ------------------ | ------ | --------------- |
| 1   | Abercrombie        | city   | 263             |
| 2   | Adams              | city   | 127             |
| 3   | Alamo              | city   | 57              |
| 4   | Alexander          | city   | 223             |
| 5   | Alice              | city   | 40              |
| 6   | Almont             | city   | 122             |
| 7   | Alsen              | city   | 35              |
| 8   | Ambrose            | city   | 26              |
| 9   | Amenia             | city   | 94              |
| 10  | Amidon             | city   | 20              |
| 11  | Anamoose           | city   | 227             |
| 12  | Aneta              | city   | 222             |
| 13  | Antler             | city   | 27              |
| 14  | Ardoch             | city   | 67              |
| 15  | Argusville         | city   | 475             |
| 16  | Arnegard           | city   | 115             |
| 17  | Arthur             | city   | 337             |
| 18  | Ashley             | city   | 749             |
| 19  | Auburn             | CDP    | 48              |
| 20  | Ayr                | city   | 17              |
| 21  | Balfour            | city   | 26              |
| 22  | Balta              | city   | 65              |
| 23  | Bantry             | city   | 14              |
| 24  | Barney             | city   | 52              |
| 25  | Barton             | CDP    | 20              |
| 26  | Bathgate           | city   | 43              |
| 27  | Beach              | city   | 1 019           |
| 28  | Belcourt           | CDP    | 2 078           |
| 29  | Belfield           | city   | 800             |
| 30  | Benedict           | city   | 66              |
| 31  | Bergen             | city   | 7               |
| 32  | Berlin             | city   | 34              |
| 33  | Berthold           | city   | 454             |
| 34  | Beulah             | city   | 3 121           |
| 35  | Binford            | city   | 183             |
| 36  | Bisbee             | city   | 126             |
| 37  | Bismarck           | city   | 61 272          |
| 38  | Blanchard          | CDP    | 26              |
| 39  | Bottineau          | city   | 2 211           |
| 40  | Bowbells           | city   | 336             |
| 41  | Bowdon             | city   | 131             |
| 42  | Bowman             | city   | 1 650           |
| 43  | Braddock           | city   | 21              |
| 44  | Briarwood          | city   | 73              |
| 45  | Brinsmade          | city   | 35              |
| 46  | Brocket            | city   | 57              |
| 47  | Brooktree Park     | CDP    | 80              |
| 48  | Buchanan           | city   | 90              |
| 49  | Bucyrus            | city   | 27              |
| 50  | Buffalo            | city   | 188             |
| 51  | Burlington         | city   | 1 060           |
| 52  | Butte              | city   | 68              |
| 53  | Buxton             | city   | 323             |
| 54  | Caledonia          | CDP    | 39              |
| 55  | Calio              | city   | 22              |
| 56  | Calvin             | city   | 20              |
| 57  | Cando              | city   | 1 115           |
| 58  | Cannon Ball        | CDP    | 875             |
| 59  | Canton City        | city   | 45              |
| 60  | Carpio             | city   | 157             |
| 61  | Carrington         | city   | 2 065           |
| 62  | Carson             | city   | 293             |
| 63  | Casselton          | city   | 2 329           |
| 64  | Cathay             | city   | 43              |
| 65  | Cavalier           | city   | 1 302           |
| 66  | Cayuga             | city   | 27              |
| 67  | Center             | city   | 571             |
| 68  | Christine          | city   | 150             |
| 69  | Churchs Ferry      | city   | 12              |
| 70  | Cleveland          | city   | 83              |
| 71  | Clifford           | city   | 44              |
| 72  | Cogswell           | city   | 99              |
| 73  | Coleharbor         | city   | 79              |
| 74  | Colfax             | city   | 121             |
| 75  | Columbus           | city   | 133             |
| 76  | Conway             | city   | 23              |
| 77  | Cooperstown        | city   | 984             |
| 78  | Courtenay          | city   | 45              |
| 79  | Crary              | city   | 142             |
| 80  | Crosby             | city   | 1 070           |
| 81  | Crystal            | city   | 138             |
| 82  | Dahlen             | CDP    | 18              |
| 83  | Davenport          | city   | 252             |
| 84  | Dawson             | city   | 61              |
| 85  | Dazey              | city   | 104             |
| 86  | Deering            | city   | 98              |
| 87  | De Lamere          | CDP    | 30              |
| 88  | Denhoff            | CDP    | 20              |
| 89  | Des Lacs           | city   | 204             |
| 90  | Devils Lake        | city   | 7 141           |
| 91  | Dickey             | city   | 42              |
| 92  | Dickinson          | city   | 17 787          |
| 93  | Dodge              | city   | 87              |
| 94  | Donnybrook         | city   | 59              |
| 95  | Douglas            | city   | 64              |
| 96  | Drake              | city   | 275             |
| 97  | Drayton            | city   | 824             |
| 98  | Driscoll           | CDP    | 82              |
| 99  | Dunn Center        | city   | 146             |
| 100 | Dunseith           | city   | 773             |
| 101 | Dwight             | city   | 82              |
| 102 | East Dunseith      | CDP    | 500             |
| 103 | East Fairview      | CDP    | 76              |
| 104 | Edgeley            | city   | 563             |
| 105 | Edinburg           | city   | 196             |
| 106 | Edmore             | city   | 182             |
| 107 | Egeland            | city   | 28              |
| 108 | Elgin              | city   | 642             |
| 109 | Ellendale          | city   | 1 394           |
| 110 | Elliott            | city   | 25              |
| 111 | Embden             | CDP    | 59              |
| 112 | Emerado            | city   | 414             |
| 113 | Enderlin           | city   | 886             |
| 114 | Englevale          | CDP    | 40              |
| 115 | Epping             | city   | 100             |
| 116 | Erie               | CDP    | 50              |
| 117 | Esmond             | city   | 100             |
| 118 | Fairdale           | city   | 38              |
| 119 | Fairmount          | city   | 367             |
| 120 | Fargo              | city   | 105 549         |
| 121 | Fessenden          | city   | 479             |
| 122 | Fingal             | city   | 97              |
| 123 | Finley             | city   | 445             |
| 124 | Flasher            | city   | 232             |
| 125 | Flaxton            | city   | 66              |
| 126 | Forbes             | city   | 53              |
| 127 | Fordville          | city   | 212             |
| 128 | Forest River       | city   | 125             |
| 129 | Forman             | city   | 504             |
| 130 | Fort Ransom        | city   | 77              |
| 131 | Fort Totten        | CDP    | 1 243           |
| 132 | Fortuna            | city   | 22              |
| 133 | Fort Yates         | city   | 184             |
| 134 | Four Bears Village | CDP    | 517             |
| 135 | Foxholm            | CDP    | 75              |
| 136 | Fredonia           | city   | 46              |
| 137 | Frontier           | city   | 214             |
| 138 | Fullerton          | city   | 54              |
| 139 | Gackle             | city   | 310             |
| 140 | Galesburg          | city   | 108             |
| 141 | Gardena            | city   | 29              |
| 142 | Gardner            | city   | 74              |
| 143 | Garrison           | city   | 1 453           |
| 144 | Gascoyne           | city   | 16              |
| 145 | Gilby              | city   | 237             |
| 146 | Gladstone          | city   | 239             |
| 147 | Glenburn           | city   | 380             |
| 148 | Glenfield          | city   | 91              |
| 149 | Glen Ullin         | city   | 807             |
| 150 | Golden Valley      | city   | 182             |
| 151 | Golva              | city   | 61              |
| 152 | Goodrich           | city   | 98              |
| 153 | Grace City         | city   | 63              |
| 154 | Grafton            | city   | 4 284           |
| 155 | Grand Forks        | city   | 52 838          |
| 156 | Grand Forks AFB    | CDP    | 2 367           |
| 157 | Grandin            | city   | 173             |
| 158 | Grano              | city   | 7               |
| 159 | Granville          | city   | 241             |
| 160 | Great Bend         | city   | 60              |
| 161 | Green Acres        | CDP    | 575             |
| 162 | Grenora            | city   | 244             |
| 163 | Gwinner            | city   | 753             |
| 164 | Hague              | city   | 71              |
| 165 | Halliday           | city   | 188             |
| 166 | Hamberg            | city   | 21              |
| 167 | Hamilton           | city   | 61              |
| 168 | Hampden            | city   | 48              |
| 169 | Hankinson          | city   | 919             |
| 170 | Hannaford          | city   | 131             |
| 171 | Hannah             | city   | 15              |
| 172 | Hansboro           | city   | 12              |
| 173 | Harmon             | CDP    | 145             |
| 174 | Harvey             | city   | 1 783           |
| 175 | Harwood            | city   | 718             |
| 176 | Hatton             | city   | 777             |
| 177 | Havana             | city   | 71              |
| 178 | Haynes             | city   | 23              |
| 179 | Hazelton           | city   | 235             |
| 180 | Hazen              | city   | 2 411           |
| 181 | Hebron             | city   | 747             |
| 182 | Heil               | CDP    | 15              |
| 183 | Heimdal            | CDP    | 27              |
| 184 | Hettinger          | city   | 1 226           |
| 185 | Hillsboro          | city   | 1 603           |
| 186 | Hoople             | city   | 242             |
| 187 | Hope               | city   | 258             |
| 188 | Horace             | city   | 2 430           |
| 189 | Hunter             | city   | 261             |
| 190 | Hurdsfield         | city   | 84              |
| 191 | Inkster            | city   | 50              |
| 192 | Jamestown          | city   | 15 427          |
| 193 | Jessie             | CDP    | 25              |
| 194 | Jud                | city   | 72              |
| 195 | Karlsruhe          | city   | 82              |
| 196 | Kathryn            | city   | 52              |
| 197 | Kenmare            | city   | 1 096           |
| 198 | Kensal             | city   | 163             |
| 199 | Kief               | city   | 13              |
| 200 | Killdeer           | city   | 751             |
| 201 | Kindred            | city   | 692             |
| 202 | Knox               | city   | 25              |
| 203 | Kramer             | city   | 29              |
| 204 | Kulm               | city   | 354             |
| 205 | Lakota             | city   | 672             |
| 206 | LaMoure            | city   | 889             |
| 207 | Landa              | city   | 38              |
| 208 | Langdon            | city   | 1 878           |
| 209 | Lankin             | city   | 98              |
| 210 | Lansford           | city   | 245             |
| 211 | Larimore           | city   | 1 346           |
| 212 | Larson             | CDP    | 12              |
| 213 | Lawton             | city   | 30              |
| 214 | Leal               | city   | 20              |
| 215 | Leeds              | city   | 427             |
| 216 | Lehr               | city   | 80              |
| 217 | Leith              | city   | 16              |
| 218 | Leonard            | city   | 223             |
| 219 | Lidgerwood         | city   | 652             |
| 220 | Lignite            | city   | 155             |
| 221 | Lincoln            | city   | 2 406           |
| 222 | Linton             | city   | 1 097           |
| 223 | Lisbon             | city   | 2 154           |
| 224 | Litchville         | city   | 172             |
| 225 | Logan              | CDP    | 194             |
| 226 | Loma               | city   | 16              |
| 227 | Loraine            | city   | 9               |
| 228 | Ludden             | city   | 23              |
| 229 | Luverne            | city   | 31              |
| 230 | McClusky           | city   | 380             |
| 231 | McHenry            | city   | 56              |
| 232 | McLeod             | CDP    | 27              |
| 233 | McVille            | city   | 349             |
| 234 | Maddock            | city   | 382             |
| 235 | Makoti             | city   | 154             |
| 236 | Mandan             | city   | 18 331          |
| 237 | Mandaree           | CDP    | 596             |
| 238 | Manning            | CDP    | 74              |
| 239 | Mantador           | city   | 64              |
| 240 | Manvel             | city   | 360             |
| 241 | Mapleton           | city   | 762             |
| 242 | Marion             | city   | 133             |
| 243 | Marmarth           | city   | 136             |
| 244 | Martin             | city   | 78              |
| 245 | Max                | city   | 334             |
| 246 | Maxbass            | city   | 84              |
| 247 | Mayville           | city   | 1 858           |
| 248 | Medina             | city   | 308             |
| 249 | Medora             | city   | 112             |
| 250 | Menoken            | CDP    | 70              |
| 251 | Mercer             | city   | 94              |
| 252 | Michigan City      | city   | 294             |
| 253 | Milnor             | city   | 653             |
| 254 | Milton             | city   | 58              |
| 255 | Minnewaukan        | city   | 224             |
| 256 | Minot              | city   | 40 888          |
| 257 | Minot AFB          | CDP    | 5 521           |
| 258 | Minto              | city   | 604             |
| 259 | Mohall             | city   | 783             |
| 260 | Monango            | city   | 36              |
| 261 | Montpelier         | city   | 87              |
| 262 | Mooreton           | city   | 197             |
| 263 | Mott               | city   | 721             |
| 264 | Mountain           | city   | 92              |
| 265 | Munich             | city   | 210             |
| 266 | Mylo               | city   | 20              |
| 267 | Napoleon           | city   | 792             |
| 268 | Nash               | CDP    | 32              |
| 269 | Neche              | city   | 371             |
| 270 | Nekoma             | city   | 50              |
| 271 | Newburg            | city   | 110             |
| 272 | New England        | city   | 600             |
| 273 | New Leipzig        | city   | 221             |
| 274 | New Rockford       | city   | 1391            |
| 275 | New Salem          | city   | 946             |
| 276 | New Town           | city   | 1 925           |
| 277 | Niagara            | city   | 53              |
| 278 | Nome               | city   | 62              |
| 279 | Noonan             | city   | 121             |
| 280 | North River        | city   | 56              |
| 281 | Northwood          | city   | 945             |
| 282 | Oakes              | city   | 1 856           |
| 283 | Oberon             | city   | 105             |
| 284 | Oriska             | city   | 118             |
| 285 | Orrin              | CDP    | 22              |
| 286 | Osnabrock          | city   | 134             |
| 287 | Overly             | city   | 18              |
| 288 | Oxbow              | city   | 305             |
| 289 | Page               | city   | 232             |
| 290 | Palermo            | city   | 74              |
| 291 | Park River         | city   | 1 403           |
| 292 | Parshall           | city   | 903             |
| 293 | Pekin              | city   | 70              |
| 294 | Pembina            | city   | 592             |
| 295 | Perth              | city   | 9               |
| 296 | Petersburg         | city   | 192             |
| 297 | Pettibone          | city   | 70              |
| 298 | Pick City          | city   | 123             |
| 299 | Pillsbury          | city   | 12              |
| 300 | Pingree            | city   | 60              |
| 301 | Pisek              | city   | 106             |
| 302 | Plaza              | city   | 171             |
| 303 | Porcupine          | CDP    | 146             |
| 304 | Portal             | city   | 126             |
| 305 | Portland           | city   | 606             |
| 306 | Powers Lake        | city   | 280             |
| 307 | Prairie Rose       | city   | 73              |
| 308 | Raleigh            | CDP    | 12              |
| 309 | Ray                | city   | 592             |
| 310 | Reeder             | city   | 162             |
| 311 | Regan              | city   | 43              |
| 312 | Regent             | city   | 160             |
| 313 | Reile's Acres      | city   | 513             |
| 314 | Reynolds           | city   | 301             |
| 315 | Rhame              | city   | 169             |
| 316 | Richardton         | city   | 529             |
| 317 | Riverdale          | city   | 205             |
| 318 | Robinson           | city   | 37              |
| 319 | Rocklake           | city   | 101             |
| 320 | Rogers             | city   | 46              |
| 321 | Rolette            | city   | 594             |
| 322 | Rolla              | city   | 1 280           |
| 323 | Ross               | city   | 97              |
| 324 | Rugby              | city   | 2 876           |
| 325 | Ruso               | city   | 4               |
| 326 | Ruthville          | CDP    | 191             |
| 327 | Rutland            | city   | 163             |
| 328 | Ryder              | city   | 85              |
| 329 | St. John           | city   | 341             |
| 330 | St. Thomas         | city   | 331             |
| 331 | Sanborn            | city   | 192             |
| 332 | Sarles             | city   | 28              |
| 333 | Sawyer             | city   | 357             |
| 334 | Scranton           | city   | 281             |
| 335 | Selfridge          | city   | 160             |
| 336 | Selz               | CDP    | 46              |
| 337 | Sentinel Butte     | city   | 56              |
| 338 | Sharon             | city   | 96              |
| 339 | Sheldon            | city   | 116             |
| 340 | Shell Valley       | CDP    | 1 197           |
| 341 | Sherwood           | city   | 242             |
| 342 | Sheyenne           | city   | 204             |
| 343 | Sibley             | city   | 30              |
| 344 | Solen              | city   | 83              |
| 345 | Souris             | city   | 58              |
| 346 | South Heart        | city   | 301             |
| 347 | Spiritwood         | CDP    | 18              |
| 348 | Spiritwood Lake    | city   | 90              |
| 349 | Springbrook        | city   | 27              |
| 350 | Stanley            | city   | 1 458           |
| 351 | Stanton            | city   | 366             |
| 352 | Starkweather       | city   | 117             |
| 353 | Steele             | city   | 715             |
| 354 | Strasburg          | city   | 409             |
| 355 | Streeter           | city   | 170             |
| 356 | Surrey             | city   | 934             |
| 357 | Sutton             | CDP    | 17              |
| 358 | Sykeston           | city   | 117             |
| 359 | Tappen             | city   | 197             |
| 360 | Taylor             | city   | 148             |
| 361 | Thompson           | city   | 986             |
| 362 | Tioga              | city   | 1 230           |
| 363 | Tolley             | city   | 47              |
| 364 | Tolna              | city   | 166             |
| 365 | Tower City         | city   | 253             |
| 366 | Towner             | city   | 533             |
| 367 | Turtle Lake        | city   | 581             |
| 368 | Tuttle             | city   | 80              |
| 368 | Underwood          | city   | 778             |
| 368 | Upham              | city   | 130             |
| 368 | Valley City        | city   | 6 585           |
| 368 | Velva              | city   | 1 084           |
| 368 | Venturia           | city   | 10              |
| 368 | Verona             | city   | 85              |
| 368 | Voltaire           | city   | 40              |
| 368 | Wahpeton           | city   | 7 766           |
| 368 | Walcott            | city   | 235             |
| 368 | Wales              | city   | 31              |
| 368 | Walhalla           | city   | 996             |
| 368 | Warwick            | city   | 65              |
| 368 | Washburn           | city   | 1 246           |
| 368 | Watford City       | city   | 1 744           |
| 368 | West Fargo         | city   | 25 830          |
| 368 | Westhope           | city   | 429             |
| 368 | Wheatland          | CDP    | 68              |
| 368 | White Earth        | city   | 80              |
| 368 | White Shield       | CDP    | 336             |
| 368 | Wildrose           | city   | 110             |
| 368 | Williston          | city   | 14 716          |
| 368 | Willow City        | city   | 163             |
| 368 | Wilton             | city   | 711             |
| 368 | Wimbledon          | city   | 216             |
| 368 | Wing               | city   | 152             |
| 368 | Wishek             | city   | 1 002           |
| 368 | Wolford            | city   | 36              |
| 368 | Woodworth          | city   | 50              |
| 368 | Wyndmere           | city   | 429             |
| 368 | York               | city   | 23              |
| 368 | Ypsilanti          | CDP    | 104             |
| 368 | Zap                | city   | 237             |
| 368 | Zeeland            | city   | 86              |